# Mercyhurst University
Mercyhurst University är ett amerikanskt privat universitet som ligger i Erie i Pennsylvania och hade totalt 2 871 studenter (2 572 undergraduate students och 299 postgraduate students) för 2014. Universitetet har religiös anknytning till den romersk-katolska kyrkan.
Utbildningsinstitutionen bildades den 20 september 1926 som Mercyhurst College av den romersk-katolska nunneorden Sisters of Mercy och var enbart öppen för kvinnliga studenter. Den 3 februari 1969 var den dag där man började tillåta att även män fick studera vid lärosätet. Den 25 januari 2012 blev man klassificerad som ett universitet och fick det nuvarande namnet.
De tävlar med 24 universitetslag i olika idrotter via deras idrottsförening Mercyhurst Lakers.

## Alumner
| Idrottare - Meghan Agosta - James Buster Douglas |